# أحمد سلامة (لاعب كرة قدم مواليد 1981)
اللاعب الدولى أحمد سلامة، مواليد مدينة كفر صقر بمحافظة الشرقية سنة 1981م. 
لعب لنادى أبو كبير ثم انتقل إلى نادى الاوليمبى ومنه إلى نادي المنصورة ثم الترسانة ثم حرس الحدود ثم احترف بعدة دول عربية بالدوري العمانى واللبنانى ثم لعب لنادي وادي دجلة. حصل مع منتخب مصر على كاس البطولة العربية عام 2007م وأحرز مع نادي حرس الحدود بطولتي كأس مصر مرتين ثم كأس السوبر المصري ولعب مع نادي حرس الحدود بالبطولة الكونفدرالية عدة مواسم متتالية ثم شارك مع نادي وادي دجلة بالكونفدرالية الأفريقية. أحرز خلال تلك السنوات الكثير من الأهداف مع الأندية بالبطولات المختلفة.